# Calle Ledesma
La calle Ledesma es una calle ubicada en el centro de la villa de Bilbao. Se inicia en la calle Buenos Aires y finaliza en la calle Astarloa. Corre en paralelo a la Gran Vía de Don Diego López de Haro y a jardines de Albia, y es atravesada perpendicularmente en dos por la calle Berástegui y la alameda de Mazarredo. En el nomenclátor de 1891 aparece como Particular de Solaegui y Zabálburu.
Peatonalizada al completo en 2009, es una de las principales zonas de ambiente de Bilbao, rodeada de bares y restaurantes.

## Edificios de interés
Diversos edificios reseñables rodean la calle Ledesma, entre otros:
- Café Iruña, en la confluencia con la calle Berástegui, hacia Jardines de Albia.
- Edificio Gran Vía 4, en su parte posterior.
- Edificio del Banco de España, en su parte posterior.
- Edificio BBVA (antiguo Banco de Comercio), en su parte posterior.
- El Corte Inglés en Gran Vía 20, en su parte posterior.

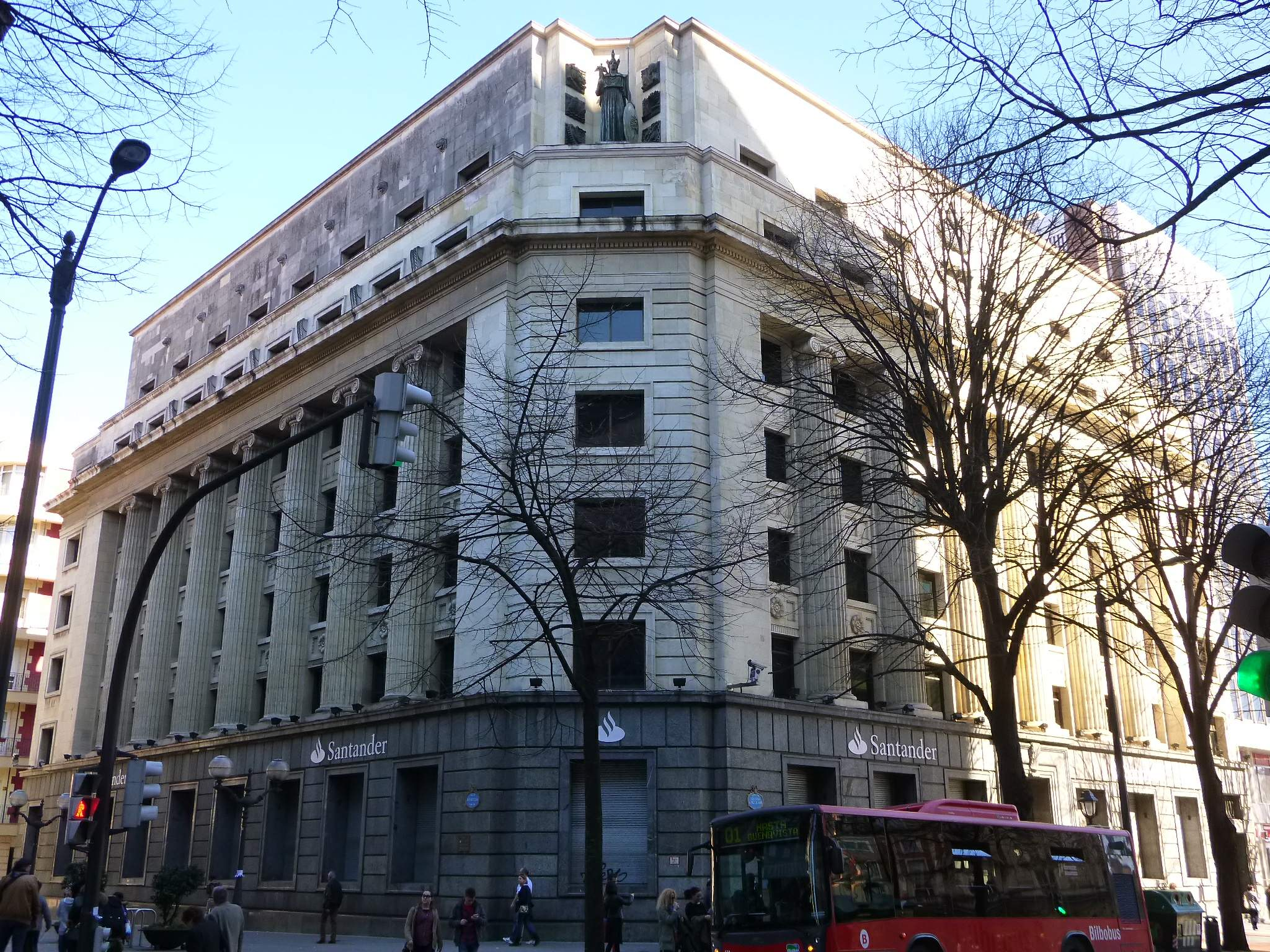
Edificio Gran Vía 4
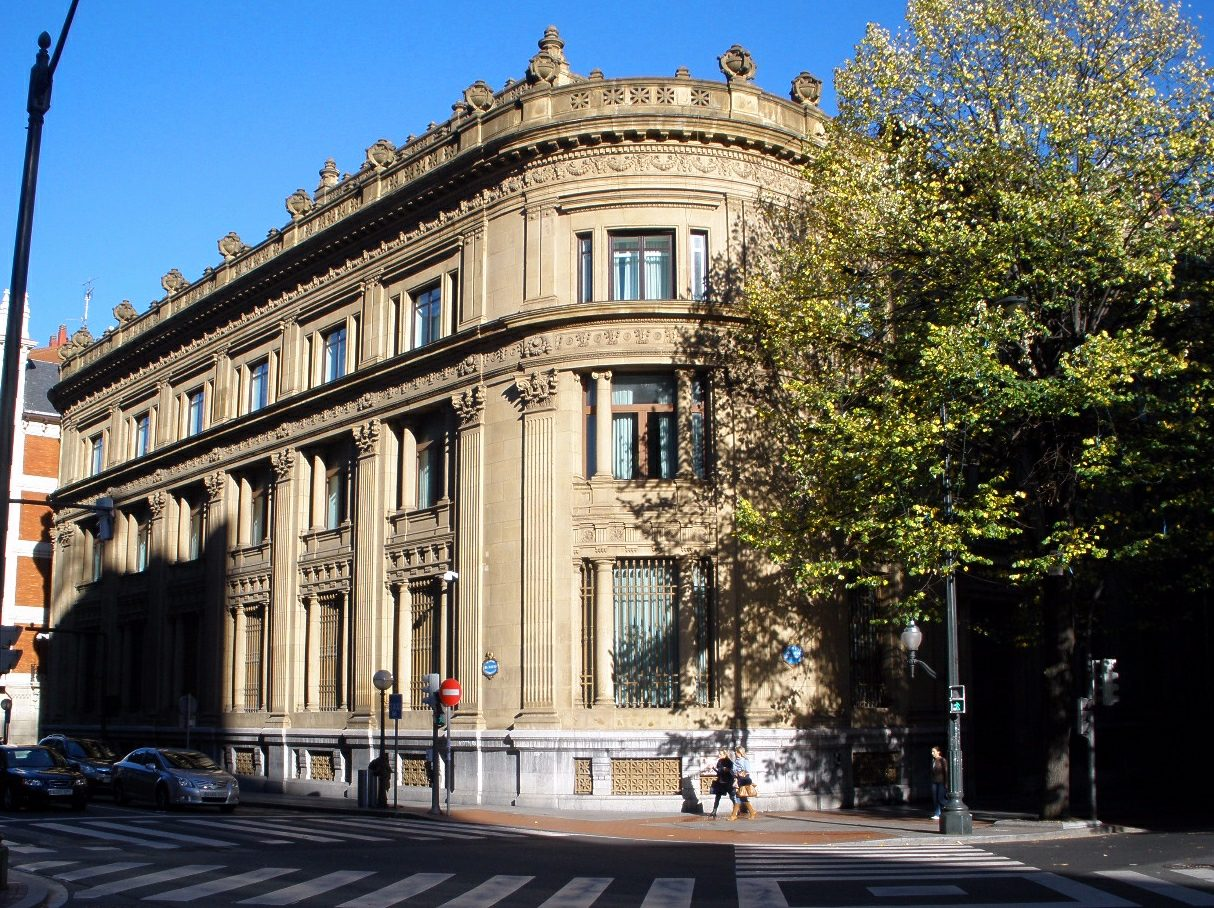
Banco de España en Bilbao
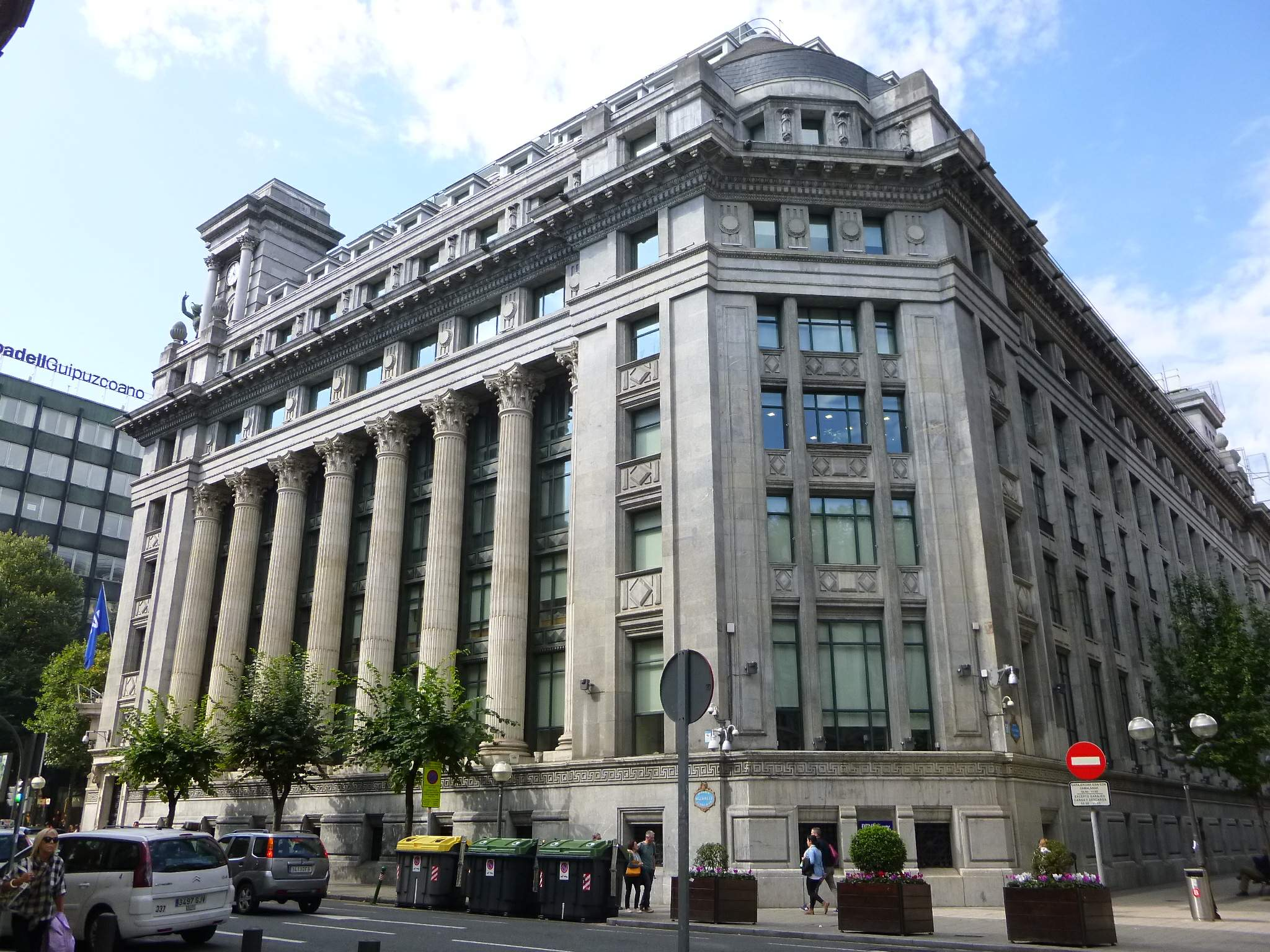
Edificio BBVA, colindante a la calle Ledesma

## Medios de transporte
Estación de Abando (salida Berástegui) del Metro de Bilbao.